# 風にむかってマイウェイ
『コカ・コーラTVスペシャル 風にむかってマイウェイ』（コカ・コーラテレビスペシャル かぜにむかってマイウェイ）は、TBS系列で1984年11月12日（月曜日）の21:02 - 23:24（JST）に放送された、TBS制作の教育と子育て、いじめ問題を題材にした単発テレビドラマである。

## 概要
干刈あがた原作「ゆっくり東京女子マラソン」を『3年B組金八先生』を手掛けた小山内美江子の脚本により映像化。小学生の子を持つ母親たちがPTAクラス委員になり、学校や家庭の問題に取り組む1年間をマラソンになぞらえて描く。“教育と子育て”という女性にとっての重いテーマをユーモラスに描写し、昭和59年度（第39回）芸術祭優秀賞を受賞した。
屋外でのロケは東京都大田区の西六郷地区を中心に行われており、劇中に登場した大田区立南第三小学校の校舎や子どもたちが通学時に利用した歩道橋（町屋跨線人道橋）、タイヤを使った遊具のある西六郷公園などは30年以上経った現在も当時とほとんど変わらぬ姿で現存している。
同じく小学校を舞台にしていた『うちの子にかぎって…』の第1シリーズは当ドラマの数ヶ月前に放送されていたため、このドラマに出演した子役たちの多くが当ドラマにも出演している。
2024年時点で映像ソフト化・オンデマンド配信はされていないが、CSのTBSチャンネルで不定期に再放送されている。また、神奈川県横浜市の放送ライブラリーでも視聴が可能である。

## あらすじ
東京都大田区立南第三小学校4年1組、新学期の父母会ではPTAクラス委員の選出が行われていた。誰もがやりたがらない中、結城明子（倍賞美津子）が手を挙げ、それに続くように佐久間満子（香野百合子）、吉野ミドリ（宮本信子）が名乗りを上げた。だが、肝心の学級委員に立候補者がおらず、仕方なくジャンケンで大里洋子（音無美紀子）が選出された。
夫・英雄（米倉斉加年）と離婚し、イラストレーターとして子ども二人を養う明子ら主婦4人の悪戦苦闘が始まる。二学期になったある日、明子の次男・伸二（岩沢正益）はクラスのいじめに遭い、家を飛び出してしまい…。

## キャスト
- 結城明子：倍賞美津子
- 大里洋子：音無美紀子
- 吉野ミドリ：宮本信子
- 佐久間満子：香野百合子
- 源太郎：宇野重吉
- 大井先生：藤田弓子
- 原富子：樹木希林
- 岩田栄子：加藤登紀子
- 木下PTA会長：河原崎長一郎
- 佐久間啓一：長谷川哲夫
- 大里正和：石田絃太郎
- 吉野忠義：瀬尾一三
- 結城英雄：米倉斉加年
- 原市造：山田吾一
- 大石一代：結城美栄子
- 大里ハナ：村瀬幸子
- 高橋校長先生：久米明
- 中山先生：下條正巳
- 田村教頭先生：梅野泰靖
- 伊藤養護教室：木村夏江
- 湯本君枝：津田京子
- 川上広報委員長：清水良英
- 片桐昌子：三好美智子
- 山崎伶子：荒井洸子
- 野村美智子：千葉裕子
- 荻原栄子：酒井寿美江
- 工藤幸代：沢柳廸子
- 松本文子：深谷みさお
- 谷口久美子：本庄和子
- 横山武敏：池田鴻
- 田中善吉：沼田爆
- 木村誠：竹内のぶし
- 学校用務員：中島元
- 少年野球コーチ：千葉茂則
- 銭湯の青年：長谷川恒之
- 銭湯の老人：村田正雄
- 結城伸二：岩沢正益
- 大里大輔：竹内章祝
- 吉野カオル：前田優紀
- 佐久間萌子：遠藤千鶴
- 田中厚：玉木潤
- 原又三郎：大原和彦
- 小西友幸：深谷亘
- 大里洋輔：山ノ井隆信
- 田中登：石山大輔
- 湯本典子：伊藤礼奈
- 結城健一：菊池健一郎
- 母親たち：亀井幸代、松原美智、千田京子、和泉今日子、早川亜友子、藤村裕子、由花ゆかり、畠山亘世、藤恵美子、山梨桂子
- 父親たち：布施木昌之、正木秀、原てい光、新城彰、森富士夫、児玉頼信
- 4年1組の生徒たち：天野央仁、橘内亜紀、宇梶忠男、木村栄子、片桐尚三郎、工藤あかね、沓名英明、後藤忍、小林正則、三枝弥生、駒崎涼太郎、鈴木美恵子、鈴木武次郎、鈴木美都江、中山和俊、高橋奈緒、野村義一、對馬昌子、平岡通成、西谷雅恵、古谷徹、萩原真紀子、満田智英、山崎和泉、吉田明代、渡貫愛子

## スタッフ
- 脚本：小山内美江子、大久保昌一良
- プロデューサー：大山勝美
- 演出：井下靖央
- 協力：緑山スタジオ・シティ